# Carl Karcher
Carl Nicholas Karcher (16 de enero de 1917 - 11 de enero de 2008) fue un empresario estadounidense, fundador de la cadena de hamburguesas Carl's Jr., ahora propiedad de la compañía matriz CKE Restaurantes, Inc.